# Филатов, Пётр Герасимович
Пётр Герасимович Филатов (15 июля 1924, Москва — 12 января 1980, Федоровское, Калужская область) — командир отделения сапёрного взвода 1344-го стрелкового полка, сержант.

## Биография
Родился 15 июля 1924 года в городе Москве в семье служащего. Окончил 7 классов.
В ноябре 1942 года был призван в Красную Армию Юдинским военкоматом Татарской АССР. С того же времени участвовал в боях с захватчиками на Северо-Западном фронте. В боевых условиях освоил профессию сапера, весь боевой путь прошел в составе 1344-го стрелкового полка 319-й стрелковой дивизии. Воевал на 1-м и 2-м Прибалтийском и 3-м Белорусском фронтах.
В наступательных боях в июле-августе 1944 года на территории Витебской области Белоруссии и в Латвии красноармеец Филатов постоянно находился среди боевых подразделений пехоты, делая проходы в проволочных заграждения и минных полях. Обнаружил и обезвредил 71 противотанковую и 27 противопехотных мин. 29 августа у населенного пункта Намкалнс предотвратил подрыв 15-метрового моста, перерезав ведущий к заряду электропровод.
Приказом по частям 319-й стрелковой дивизии от 17 сентября 1944 года красноармеец Филатов Пётр Герасимович награждён орденом Славы 3-й степени.
С октября 1944 года до середины января 1945 года 43-я армия принимала участие в блокаде Курляндской группировки противника. 319-я стрелковая дивизия занимала оборону по берегу реки Неман. В этих зимних боях сапер Филатов неоднократно сопровождал разведчиков на противоположный берег реки. В конце декабря, за обеспечение удачной разведки был награждён орденом Красной Звезды. В начале января снова отличился в такой же операции.
В ночь на 10 января 1945 года ефрейтор Филатов, действуя в группе разведчиков, перешел по льду реку Неман в 19 км южнее города Таураге, проделал коридор в минном поле и проволочном заграждении для проникновения группы в расположение противника, чем способствовал захвату «языка», давшего ценные сведения.
Приказом по войскам 43-й армии от 7 февраля 1945 года ефрейтор Филатов Пётр Герасимович награждён орденом Славы 2-й степени.
В марте 1945 года в боях в Восточной Пруссии, в ходе трех разведывательных поисков в районе населенного пункта Койенен и в 13 км южнее города Раушен командир отделения саперного взвода сержант Филатов проделал проходы в минных полях и проволочных заграждениях, обезвредил до 25 противотанковых и противопехотных мин, что позволило группам захвата без выполнить боевые задачи и взять «языков». Был представлен к награждению орденом Отечественной войны 2-й степени, но командиром 90-го стрелкового корпуса статус награды был изменен на орден Славы 1-й степени.
Вновь отличился в боях при прорыве вражеской обороны на подступах к городу Кенигсберг. В ночь на 9 апреля действуя в составе группы саперов заминировал и подорвал дзот в форте Луиза, уничтожив гарнизон дзота численностью до 20 солдат.
В бою 16 апреля был тяжело ранен, день Победы встретил в госпитале.
17 апреля был представлен к награждению орденом Слава 1-й степени, но вскоре вышел Указ о награждении этим орденом по представлению в марте 1945 года… И приказом командующего 43-й армией был награждён орденом Красного Знамени.
Указом президиума Верховного Совета СССР от 19 апреля 1945 года за образцовое выполнение боевых заданий командования на фронте борьбы с немецкими захватчиками и проявленные при этом доблесть и мужество сержант Филатов Пётр Герасимович награждён орденом Славы 1-й степени. Стал полным кавалером ордена Славы.
В 1947 году старшина Филатов демобилизован.
Вернулся в Москву. В конце 1970-х годов переехал в Калужскую область. Жил в селе Федоровское Жуковского района. Работал в колхозе «Заря». Скончался 12 января 1980 года. Похоронен на кладбище деревни Трубино.
Награждён орденами Красного Знамени, Красной Звезды, Славы 3-х степеней, медалями.